# Army Men: Air Attack
Army Men: Air Attack (с англ. — «Солдаты: Воздушная атака») — это компьютерная игра в жанре 3D-шутер разработанная и опубликованная 3DO для PlayStation, Windows, а также для Nintendo 64 и Game Boy Color под названием «Air Combat». Поступила в продажу в США 13 октября 1999 года.

## Игровой процесс
Игра схожа с серий Strike от Electronic Arts, которая имеет схожее управление и механику.
По мере прохождения игры открываются новые вертолеты, которые различаются уровнем брони, маневренности, вооружении и скорости. Также имеется выбор второго пилота вертолета, у которого свои параметры точности орудий, мощности ракет и лебедки.
Уровни делятся на пластиковый мир и реальный. Некоторые элементы действуют по-разному в каждом мире. Например, безжизненный в реальном мире плюшевый мишка становится ценным Боевым атакующим медведем, когда проходит через портал в пластиковый мир.
Дизайн миссий разнообразный, с сильным уклоном на «уничтожение каждого врага в поле зрения».
Другие миссии требуют охраны поездов, освобождения колоний жуков и защиты своей базы от вторжения муравьев.
В игре на вертолете довольно стандартные виды оружия: пулемёты, ракеты, самонаводящиеся ракеты и напалм. Но игрок может также использовать различные предметы из окружающей среды в качестве оружия, поднимая и бросая на врагов.

### Сюжет
Зелёные и жёлто-коричневые армии снова сражаются друг с другом, в этот раз в воздушном пространстве, используя «Ирокез» (маневренный вертолёт), «Чинук» (двухмоторный тяжёлый транспортный вертолёт), Super Stallion и Apache. Жёлто-коричневые — не единственные враги в игре. Насекомые тоже будут мешать в процессе. Игрок должен защищать танки, грузовики, другие вертолёты, поезд и даже НЛО.

### Многопользовательская игра
Игроки могут играть совместно в «кооперативном режиме» или выбрать «соревнование», где один игрок будет управлять зелёной армией, а второй жёлто-коричневой.

## Отзывы
| Сводный рейтинг    | Сводный рейтинг | Сводный рейтинг | Сводный рейтинг |
| Издание            | Оценка          | Оценка          | Оценка          |
| Издание            | GBC             | N64             | PS              |
| ------------------ | --------------- | --------------- | --------------- |
| GameRankings       | 65 %            | 77,75 %         | 70,72 %         |
| Metacritic         | N/A             | 77/100          | N/A             |
| Иноязычные издания |                 |                 |                 |
| Издание            | Оценка          | Оценка          | Оценка          |
| Издание            | GBC             | N64             | PS              |
| AllGame            | N/A             | N/A             | [ 6 ]           |
| EGM                | N/A             | N/A             | 6,33/10         |
| GameFan            | N/A             | 69 %            | N/A             |
| GamePro            | N/A             | [ 9 ]           | [ 10 ]          |
| GameSpot           | N/A             | 7,5/10          | 7,5/10          |
| IGN                | 7/10            | 7,6/10          | 8/10            |
| Next Generation    | N/A             | N/A             | [ 16 ]          |
| Nintendo Power     | [ 17 ]          | 7,1/10          | N/A             |
| OPM                | N/A             | N/A             | [ 19 ]          |
| OPMUK              | N/A             | N/A             | 5/10            |

Игра получила в основном положительные отзывы. IGN похвалил многопользовательскую игру: «… Air Attack — это глоток свежего воздуха в шутерах». GameSpot отметил, что игра «… позволяет ещё раз получить удовольствие от маленьких зелёных парней».